# Pianoa
Pianoa és un gènere monotípic d'aranyes araneomorfes de la família dels gradungúlids (Gradungulidae). Fou descrita per primera vegada l'any 1987 per Forster. Té una única espècie, Pianoa isolata, que és endèmica de Nova Zelanda.